# Pietro Merlo
Pietro Merlo (Torino, 15 novembre 1850 – Passo del Cuvignone, 13 ottobre 1888) è stato un glottologo e linguista italiano.

## Biografia
Studiò all'Università degli Studi di Torino laureandosi in Lettere con Giovanni Flechia nel 1871 e in Filosofia con Giovanni Maria Bertini nel 1872. Dopo aver insegnato a Chieri e a Cesena, nel 1875 ottenne la cattedra di latino e greco nel liceo Vittorio Emanuele di Napoli. Nel 1876 pubblicò le Armonie nelle antiche dottrine antropologiche e morali dell'India e della Grecia, proponendovi una comparazione tra inni vedici e miti ellenici. Dal 1877 iniziò a insegnare Grammatica greca e latina all'Università degli Studi di Napoli Federico II: la conoscenza dei professori universitari napoletani gli valse nel 1880 la dedica, da parte di Francesco D'Ovidio, del suo libro La lingua dei Promessi sposi e la collaborazione al Giornale napoletano di filosofia e lettere, scienze morali e politiche, diretto da Francesco Fiorentino.
Nel 1881 si trasferì a Pavia, per insegnare, nella locale Università degli Studi, Storia comparata delle lingue classiche e neolatine. Sposato con Elisabetta Bergonzoli, ebbe quattro figli, il primo dei quali, Clemente, divenne un noto linguista.
Oltre a studi sulla teoria dell'agglutinazione, pubblicati nella Rivista di filologia e di istruzione classica, Merlo si diede a ricerche di storia letteraria, come Sull'autore del Donato provenzale, pubblicato nel 1884 sul Giornale storico della letteratura italiana, o l'articolo E se Dante avesse collocato Brunetto Latini tra gli uomini irreligiosi e non tra i sodomiti?, pubblicato nello stesso anno su La Cultura. Alcuni anni dopo pubblicò le Congettura sul dantesco «Tra Feltro e Feltro» e Sulla euritmia delle colpe nell'Inferno dantesco.
Dal 1885 tenne a Pavia anche un corso di sanscrito e polemizzò con le teorie dei neogrammatici e, relativamente all'origine del linguaggio,  con quelle del latinista Vincenzo De Vit, accusato di fideismo.  
Morì nel 1888 al Passo del Cuvignone per un incidente avvenuto durante un'escursione. Fu sepolto nel cimitero di Castello Valtravaglia.
Era il padre di Clemente Merlo, anch'egli glottologo.

## Opere
Tutti gli scritti di Pietro Merlo furono raccolti nei Saggi glottologici e letterari, 2 voll., a cura di Felice Ramorino, Milano, Ulrico Hoepli, 1890